# NGC 5049
NGC 5049 ist eine Linsenförmige Galaxie vom Hubble-Typ S0 im Sternbild Jungfrau auf der Ekliptik. Sie ist schätzungsweise 130 Millionen Lichtjahre von der Milchstraße entfernt und hat einen Durchmesser von etwa 70.000 Lichtjahren. 

Im selben Himmelsareal befinden sich u. a. die Galaxien NGC 5035, NGC 5044, NGC 5046, NGC 5047.
Das Objekt wurde am  31. Dezember 1785 von Wilhelm Herschel mit einem 18,7-Zoll-Spiegelteleskop entdeckt, der sie dabei mit „F, S“ beschrieb.